# Pericoma blandula
Pericoma blandula és una espècie d'insecte dípter pertanyent a la família dels psicòdids que es troba a Euràsia (entre d'altres, França, la Gran Bretanya, Finlàndia, Dinamarca, Txèquia i Rússia) i l'Àfrica del Nord (Algèria).